# Myotis nipalensis
Espèce
Synonymes
- Vespertilio nipalensis Dobson, 1871
- Vespertilio pallidiventris Hodgson, 1844
- Myotis meinertzhageni Thomas, 1926
- Myotis przewalskii Bobrinskoj, 1926
- Myotis transcaspicus Ognev & Heptner, 1928
- Myotis kukunoriensis Bobrinskii, 1929
- Myotis sogdianus Kuzyakin, 1934

Statut de conservation UICN

 LC  : Préoccupation mineure
Myotis nipalensis est une espèce de chauves-souris de la famille des Vespertilionidae.

## Distribution
Cette espèce se rencontre en Asie.

## Liste des sous-espèces
Selon Mammal Species of the World (version 3, 2005)  (1 mai 2012) :
- Myotis nipalensis nipalensis (Dobson, 1871)
- Myotis nipalensis przewalskii Bobrinski, 1926
- Myotis nipalensis transcaspicus Ognev & Heptner, 1928

## Publication originale
- Dobson, 1871 : Notes on nine species of Indian and Indo-Chinese Vespertilionidae. Proceedings of the Asiatic Society of Bengal, vol. 1871, p. 210–215.